# Fernando Garcia de Hita
Fernão Garcia de Hita (c. 1065 — antes de 1135). Foi senhor de Hita, Uceda, Guadalajara, e Medinaceli e o ascendente da Casa de Castro.

## Origens familiares
Sua filiação foi debatida entre os historiadores e genealogistas de todos os tempos. Alguns argumentam que era filho natural do rei Garcia da Galiza, embora nunca ele se chama a si mesmo filius regis na documentação. De acordo com Jaime de Salazar y Acha, Fernando foi o filho do conde Garcia Ordonhez e a infanta Urraca Garcés, filha legítima do rei Garcia Sanchez III de Pamplona e a rainha Estefanía de Foix, o que confirmaria a ascendência da casa real pamplonesa que a maioria dos historiadores atribuem à Casa de Castro. O autor apresenta vários argumentos a favor desta filiação, incluindo uma citação do cronista muçulmano Ibn Abu Zar em seu Rawd al-Qirtas: "o emir Ibn al Zand Mazdali Garsis sabia que Ibn al Zand Garsis (filho do conde Garcia) senhor de Guadalajara cerco Medinaceli e foi dirigido contra ele" e evidência-se na documentaçao que Fernando Garcia era o senhor daquela cidade entre 1107 e 1110.
Outro argumento que justifica esta filiação é o fato de que ele tinha um irmão que seria filho ilegítimo, Fernando Garcia chamado "o Menor" que aparece na documentação com o apelido de "Pellica", que parece significar "bastardo", derivado de "pellicatus", isto é, do adultério.[a]  De acordo com Salazar e Acha, na dinastia pamplonesa era um hábito típico de colocar a dois irmãos, um bastardo e um legítimo, o mesmo nome, que ainda sustenta sua hipótese sobre a paternidade de Fernando Garcia de Hita[b]

## Casamento e descendencia

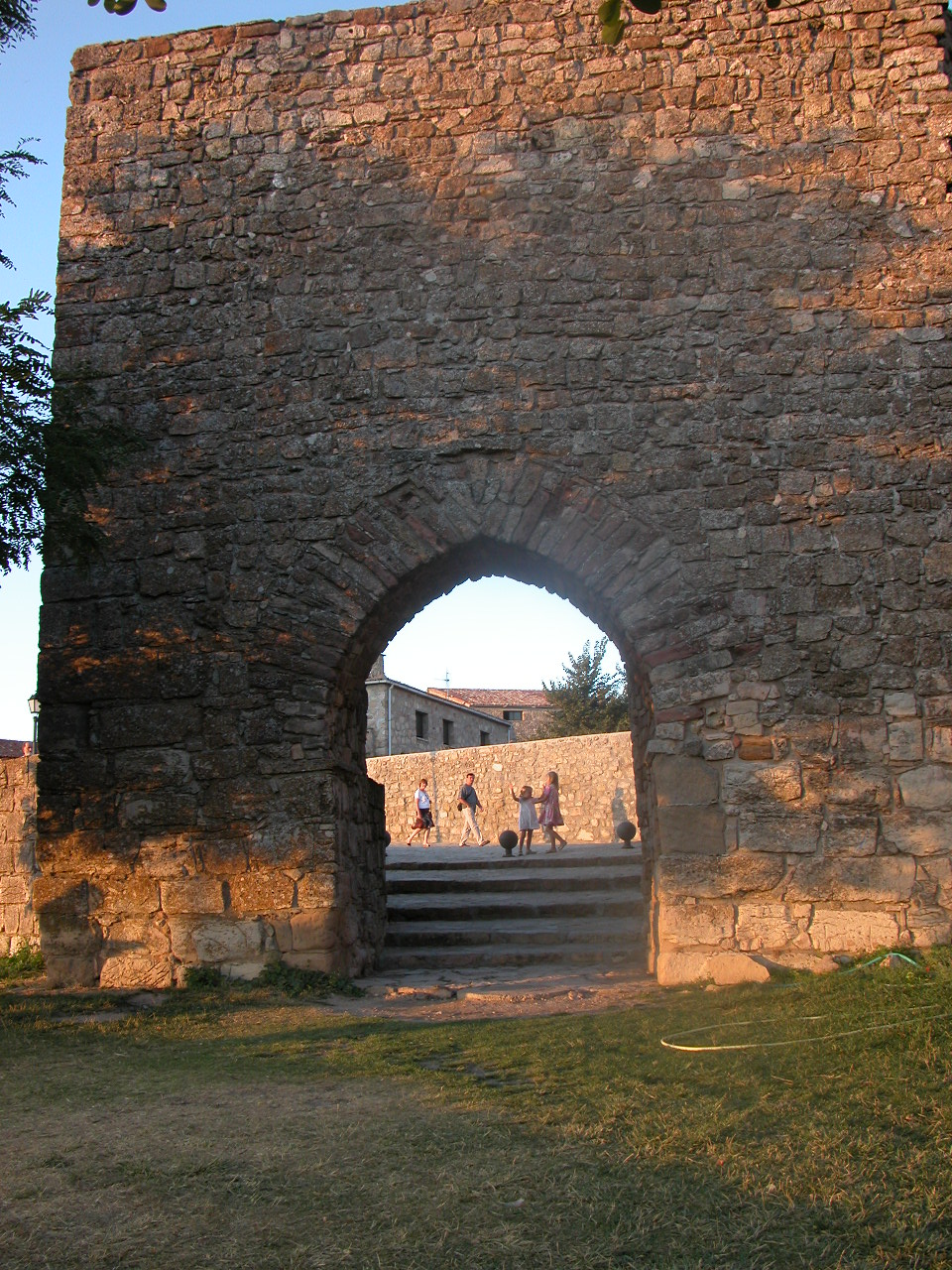
Porta árabe em Medinaceli, uma das tenências de Fernando Garcia de Hita

Fernando García de Hita casou pela primeira vez com Trigida Fernandez (morta depois de 1096), data em que ambos fizeram uma doação ao Mosteiro de Sahagún, filha do conde Fernão Gonçalves e Trigida Guterres, filha de Guterre Afonso, conde em Grajal de Campos. Desta união nasceram:
- Guterre Fernandes de Castro, esposo de Toda Dias, filha de Diego Sanches e Enderquina Álvarez,[4] não tinha filhos de seu casamento e seus sobrinhos, filhos de seu irmão Rodrigo, herdaram as suas propriedades;
- Rodrigo Fernandes de Castro, falecido cerca de 1142, casado com Elo Alvarez, filha de Álvar Fáñez e a condessa Mor Peres, éta última filha do conde Pedro Ansúres.[5] Depois de viúva, Elo se casou novamente e foi a terceira esposa do conde Ramiro Froilaz.

Fernando contraiu um segundo casamento cerca de 1110[c] com Estefânia Ermengol, também chamada Estefânia de Urgell,  filha do conde Ermengol V de Urgell e a condessa Maria Peres, filha de Pedro Ansúrez.[d]
- Urraca Fernandes de Castro (morta depois de 1143)[8] casada com o conde Rodrigo Martínez,[e]  sem descendência. Foi amante do rey Afonso VII com quem teve uma filha, Estefânia Afonso, a esposa do Fernando Rodrigues de Castro "o Castelhano";[9]
- Martim Fernandes de Hita (morto depois de 1143)[8] casado com Elvira, con sucesión. Também foi alcaide de Hita e participou na conquista de Almeria;[10]
- Pedro Fernandes de Castro "Potestad" (morreu a 10 de julho de 1184)[6] o primeiro mestre da Ordem de Santiago, esposo de Maria Peres de Lara, filha do conde Pedro Gonçalves de Lara e a condessa Ava (viúva do conde Garcia Ordonhez);[11]
- Sancha Fernandes;[11][12] e
- Garcia Fernandes de Castro.[f]

A medievalista Margarita Torres sugere que Fernando também poderia ser o pai de um Fernão Fernandes que foi alcaide de Hita.